# Leopoldamys siporanus
Leopoldamys siporanus — вид пацюків (Rattini) з південної й південно-східної Азії.

## Морфологічна характеристика
Довжина голови й тулуба від 252 до 282 мм, довжина хвоста від 301 до 318 мм, довжина лапи від 51 до 55 мм, довжина вуха від 24 до 28 мм. Шерсть груба, жорстка і колючкувата, особливо на спині, колір верхньої частини сивувато-червонуватий. Голова чорнява. Черевні частини білі, з чіткою лінією розмежування на боках. Вуха округлі й практично безшерсті. Хвіст значно довший за голову і тулуб, він товстий, з кінцевою половиною білого кольору.

## Поширення й екологія
Ендемік архіпелагу Ментавай, Індонезія. Зустрічається на островах Північний Пагай, Південний Пагай, Сіпора і Сіберут. Це деревний вид, який потребує великих дерев у тропічних низинах. Здається ймовірним, що на цих островах залишилися лише невеликі ділянки відповідного середовища проживання.

## Загрози й охорона
Середовище проживання цього виду було значною мірою вирубане. Можливо, він присутній у національному парку Сиберут, проте близько 40% відповідного середовища проживання на цій ділянці було порушено.